# Miss Mundo 2018
Miss Mundo 2018, la 68.ª edición del concurso Miss Mundo, se llevó a cabo el 8 de diciembre de 2018 en el Beauty Crown Grand Theater de Sanya (China).
Representantes provenientes de 118 países y territorios compitieron por el título en esta edición del concurso. Al final del evento, Miss Mundo 2017, Manushi Chhillar de la India, coronó como su sucesora a Vanessa Ponce de León de México. Elegida por un jurado de trece personas, la ganadora, de 26 años, se convirtió en la primera representante de su país en obtener el título de Miss Mundo.
El concurso fue emitido por CCTV, Estrella TV y London Live, y presentado por Fernando Allende, Angela Chow, Stephanie Del Valle, Megan Young y Barney Walsh. Donel Mangena, Dimash Kudaibergen y Sister Sledge se encargaron del entretenimiento.

## Antecedentes

### Sede y fecha
El 23 de febrero de 2018, la presidenta de la Organización Miss Mundo, Julia Morley, firmó un contrato con el Sr. Jiajun Li, presidente de la compañía New Silk Road, para organizar la final de Miss Mundo en China. Las ciudades candidatas para acoger el evento eran Dalian, Haikou, Pekín, Sanya, Shenzhen, Xiamen y Xi'an.
Se anunció en una conferencia de prensa el 29 de abril de 2018 que esta edición tendría lugar en Sanya, Hainan (China) el 8 de diciembre de 2018. Las candidatas llegaron a la isla de Hainan el 9 de noviembre para participar en un mes de actividades previas a la final. Fue la novena vez que China acogió el evento, después de haberlo hecho en 2003, 2004, 2005, 2007, 2010, 2012, 2015 y 2017.

### Selección de candidatas

#### Reemplazos
Izabela Ion, primera finalista de Miss Austria 2018, fue designada para representar a su país después de que la ganadora original, Daniela Zivkov, fuera destituida por incumplir su contrato con la Organización Miss Austria. Tara Jensen, primera finalista de Miss Dinamarca 2018, fue designada para representar a su país después de que la ganadora original, Louise Sander Henriksen, renunciara por razones personales. Cassandra Lopes Monteiro, tercera finalista de Miss Luxemburgo 2018, fue designada para representar a Luxemburgo debido a un conflicto de horarios entre Miss Mundo 2018 y Miss Luxemburgo 2019, al que Kelly Nilles, Miss Luxemburgo 2018, estaba obligada a asistir. Clarissa Uribe, primera finalista de Miss Perú Mundo 2018, fue designada para representar a su país después de que la ganadora original, Estefani Mauricci, fuera destituida debido a problemas legales en los que ella estaba involucrada. Natalya Stroeva, segunda finalista de Miss Rusia 2018, fue designada para representar a su país en Miss Mundo después de que la Organización Miss Rusia decidiera enviar a la titular, Yulia Polyachikhina, solo a Miss Universo para evitar conflictos de horarios.

#### Debuts, regresos y retiros
Esta edición marcó los regresos de Barbados, Bielorrusia, Guinea-Bisáu, Haití, Letonia, Luxemburgo, Malasia, Martinica, Puerto Rico, República Checa, Sierra Leona y Uganda. Barbados, Luxemburgo y Martinica habían competido por última vez en 2014, mientras que los demás en 2016. Ningún país debutó en esta edición.
Cabo Verde, Costa de Marfil, Fiyi, Guinea, Israel, Liberia, Macao, Rumania, Seychelles, Suecia, Túnez y Uruguay se retiraron.

## Resultados

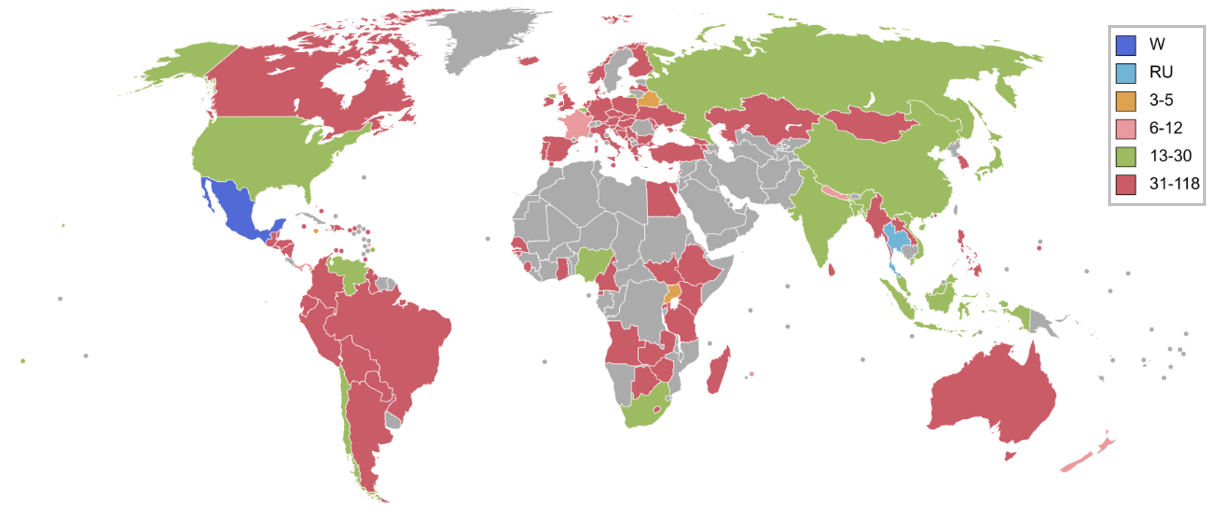
Países y territorios que enviaron candidatas y resultados para Miss Mundo 2018

### Clasificación final
La ganadora, las finalistas, las semifinalistas y las cuartofinalistas son las siguientes candidatas:
| Posición                  | Candidata |
| ------------------------- | --- |
| Miss Mundo 2018           | - México - Vanessa Ponce de León |
| Primera finalista         | - Tailandia - Nicolene Bunchu |
| Finalistas (Top 5)        | - Bielorrusia - Maryia Vasilech - Jamaica - Kadijah Robinson - Uganda - Quiin Abenakyo |
| Semifinalistas (Top 12)   | - Escocia - Linzi Mclelland - Francia - Maëva Coucke - Martinica - Larissa Segarel - Mauricio - Murielle Ravina - Nepal - Shrinkhala Khatiwada - Nueva Zelanda - Jessica Tyson - Panamá - Solaris Barba |
| Cuartofinalistas (Top 30) | - Bangladés - Jannatul Ferdous - Barbados - Ashley Lashley - Bélgica - Angeline Flor Pua - Chile - Anahí Hormazábal - China - Mao Peirui - Estados Unidos - Marisa Butler - India - Anukreethy Vas - Indonesia - Alya Nurshabrina - Irlanda del Norte - Katharine Walker - Islas Cook - Reihanna Koteka-Wiki - Japón – Kanako Date - Malasia - Larissa Ping - Nigeria - Anita Ukah - Rusia - Natalya Stroeva - Singapur - Vanessa Peh - Sudáfrica - Thulisa Keyi - Venezuela - Veruska Ljubisavljević - Vietnam - Trần Tiểu Vy |

### Reinas continentales
Las reinas continentales son las siguientes candidatas:
| Continente | Candidata                      |
| ---------- | ------------------------------ |
| África     | Uganda - Quiin Abenakyo        |
| América    | Panamá - Solaris Barba         |
| Asia       | Tailandia - Nicolene Limsnukan |
| Caribe     | Jamaica - Kadijah Robinson     |
| Europa     | Bielorrusia - Maryia Vasilech  |
| Oceanía    | Nueva Zelanda - Jessica Tyson  |

## Desafíos
Los Fast-Track son competencias preliminares, en donde cada ganadora obtiene un pase directo al grupo de cuartofinalistas de la noche final.

### Desafío Head-to-Head

#### Ronda 1
- Avanza a la ronda 2 del desafío Head-to-Head.
- Avanza al Top 30 mediante otra competencia distinta al desafío Head-to-Head.
- Avanza al Top 30 por decisión del jurado.
- Avanza al Top 30 mediante otra competencia, pero también avanza a la ronda 2 del desafío Head-to-Head.

| Grupo | País 1            | País 2               | País 3                    | País 4            | País 5            | País 6               |
| ----- | ----------------- | -------------------- | ------------------------- | ----------------- | ----------------- | -------------------- |
| 1     | Australia         | República Checa      | Etiopía                   | Ghana             | Mauricio          | Perú                 |
| 2     | Barbados          | Islas Caimán         | Francia                   | Alemania          | Georgia           | Paraguay             |
| 3     | Finlandia         | Letonia              | Sierra Leona              | Sudáfrica         | Venezuela         | Gales                |
| 4     | Guinea Ecuatorial | Guyana               | Islandia                  | Noruega           | Filipinas         | Senegal              |
| 5     | Canadá            | República Dominicana | Gibraltar                 | Jamaica           | Nigeria           | Escocia              |
| 6     | Bangladés         | Brasil               | Islas Vírgenes Británicas | China             | Dinamarca         | Irlanda              |
| 7     | Bahamas           | Botsuana             | Chile                     | Japón             | Corea del Sur     | Zimbabue             |
| 8     | Bolivia           | Camerún              | Islas Cook                | Líbano            | Eslovaquia        | Estados Unidos       |
| 9     | Albania           | Inglaterra           | Indonesia                 | Kazajistán        | Malasia           | Ruanda               |
| 10    | Chipre            | Guadalupe            | Lesoto                    | Nicaragua         | Serbia            | Eslovenia            |
| 11    | Armenia           | Belice               | Guatemala                 | Italia            | Birmania          | Nueva Zelanda        |
| 12    | Egipto            | India                | Montenegro                | Panamá            | Sudán del Sur     | Vietnam              |
| 13    | Liberia           | Malta                | Luxemburgo                | Moldavia          | Nepal             | Bosnia y Herzegovina |
| 14    | Bielorrusia       | Curazao              | Martinica                 | Países Bajos      | Puerto Rico       | Singapur             |
| 15    | Austria           | Grecia               | Hungría                   | Mongolia          | Tailandia         | Ucrania              |
| 16    | Bélgica           | Bulgaria             | Colombia                  | Laos              | Portugal          | Zambia               |
| 17    | Aruba             | Malta                | México                    | Irlanda del Norte | Rusia             | España               |
| 18    | Croacia           | Haití                | Sri Lanka                 | Tanzania          | Trinidad y Tobago | Turquía              |
| 19    | Argentina         | Ecuador              | El Salvador               | Kenia             | Madagascar        | Polonia              |
| 20    | Angola            | Guinea-Bisáu         | Honduras                  | Hong Kong         | Uganda            |                      |

#### Ronda 2
- Avanza al Top 30 mediante el desafío Head-to-Head.

| Grupo | País 1    | País 2            |
| ----- | --------- | ----------------- |
| 1     | Mauricio  | Francia           |
| 2     | Venezuela | Filipinas         |
| 3     | Nigeria   | Bangladés         |
| 4     | Chile     | Líbano            |
| 5     | Malasia   | Guadalupe         |
| 6     | Birmania  | India             |
| 7     | Nepal     | Singapur          |
| 8     | Tailandia | Bulgaria          |
| 9     | México    | Trinidad y Tobago |
| 10    | Argentina | Uganda            |

### Top Model
La final del reto Top Model tuvo lugar el 20 de noviembre de 2018. En el evento, se anunció a la ganadora del desafío, quien avanzó al Top 30. La ganadora fue Maëva Coucke de Francia.
| Posición   | Candidata |
| ---------- | --- |
| Ganadora   | - Francia - Maëva Coucke |
| 2.º lugar  | - China - Mao Peirui |
| 3.ᵉʳ lugar | - Senegal - Aïssatou Filly |
| 4.º lugar  | - Corea del Sur - Bo Ah-Cho |
| 5.º lugar  | - Sudáfrica - Thulisa Keyi |
| Top 32     | - Alemania - Christine Keller - Australia - Taylah Cannon - Barbados - Ashley Brathwaite - Bélgica - Angeline Flor Pua - Bielorrusia - Maryia Vasilech - Brasil - Jéssica Souza - Chile - Anahí Hormazábal - Croacia - Ivana Mudnić - España - Amaia Izar - Filipinas - Katarina Rodríguez - Grecia - Maria Lepida - Guadalupe - Morgane Thérésine - Italia - Nunzia Amato - Japón - Kanako Date - Malasia - Larissa Ping - México - Vanessa Ponce de León - Nepal - Shrinkhala Khatiwada - Nigeria - Anita Ukah - Nueva Zelanda - Jessica Tyson - Panamá - Solaris Barba - Polonia - Agata Biernat - Rusia - Natalya Stroeva - Serbia - Ivana Trišić - Sri Lanka - Nadia Gyi - Tailandia - Nicolene Limsnukan - Turquía - Şevval Şahin - Vietnam - Trần Tiểu Vy |

#### Premio al diseñador de Miss Mundo
El premio al diseñador de Miss Mundo —en inglés: Miss World Designer Award— se otorgó en el mismo evento del reto Top Model el 20 de noviembre de 2018. Mao Peirui de China y Thulisa Keyi de Sudáfrica resultaron ganadoras en esta competencia.
| Posición | Candidata                                                                              |
| -------- | -------------------------------------------------------------------------------------- |
| Ganadora | - China - Peirui Mao - Sudáfrica - Thulisa Keyi                                        |
| Top 5    | - Malasia - Larissa Ping - Portugal - Carla Rodrigues - Tailandia - Nicolene Limsnukan |

### Talento
La final del reto de talento se llevó a cabo el 28 de noviembre de 2018. La ganadora fue Kanako Date de Japón y avanzó al Top 30.
| Posición   | Candidata |
| ---------- | --- |
| Ganadora   | - Japón - Kanako Date |
| 2.º lugar  | - China - Mao Peirui |
| 3.ᵉʳ lugar | - Canadá - Hanna Begovic |
| 4.º lugar  | - Polonia - Agata Biernat |
| 5.º lugar  | - Malasia - Larissa Ping |
| Top 18     | - Bulgaria - Kalina Miteva - España - Amaia Izar - Estados Unidos - Marisa Butler - Guyana - Ambika Ramraj - Haití - Stephie Morency - India - Anukreethy Vas - Indonesia - Alya Nurshabrina - Islas Cook - Reihanna Koteka-Wiki - Nicaragua - Yoselin Gómez - Panamá - Solaris Barba - Paraguay - Maquenna Gaiarin - Puerto Rico - Dayanara Martínez - Tailandia - Nicolene Bunchu |

### Deportes
La final del reto de deportes se llevó a cabo el 30 de noviembre de 2018 en el Rosewood Hotel de Sanya. La ganadora de este reto fue Marisa Butler de Estados Unidos y avanzó al Top 30.
| Posición   | Candidata |
| ---------- | --- |
| Ganadora   | - Estados Unidos - Marisa Butler |
| 2.º lugar  | - Bolivia - Vanessa Vargas |
| 3.ᵉʳ lugar | - Países Bajos - Leonie Hesselink |
| Top 24     | Equipo Amarillo - Ecuador - Nicole Ocles - Finlandia - Jenny Lappalainen - Hungría - Andrea Szarvas - Kazajistán - Ekaterina Dvoretskaya - Letonia - Daniela Gods-Romanovska - Moldavia - Tamara Zareţcaia - Países Bajos - Leonie Hesselink - Polonia - Agata Biernat · Equipo Azul - Panamá - Solaris Barba - Escocia - Linzi McLelland - Eslovenia - Lana Kalanj - Estados Unidos - Marisa Butler - Irlanda del Norte - Katherine Walker - México - Vanessa Ponce - Nueva Zelanda - Jessica Tyson - Sierra Leona - Laura Tucker · Equipo Rojo - Bielorrusia - Maryia Vasillech - Bolivia - Vanessa Vargas - Canadá - Hanna Begovic - Guinea-Bisáu - Rubiato Nhamajo - Irlanda - Aoife O'Sullivan - Islas Caimán - Kelsie Woodman-Bodden - Islas Cook - Reihana Koteka-Wiki - República Dominicana - Denise Romero |

### Multimedia
La ganadora del desafío Multimetro se anunció el 3 de diciembre de 2018. La ganadora fue Shrinkhala Khatiwada de Nepal y avanzó al Top 30.
| Posición   | Candidata                      |
| ---------- | ------------------------------ |
| Ganadora   | - Nepal - Shrinkhala Khatiwada |
| 2.º lugar  | - México - Vanessa Ponce       |
| 3.ᵉʳ lugar | - Kenia - Finali Galaiya       |

### Belleza con propósito
El 3 de diciembre de 2018, en el Moulin Rouge Theatre del Mangrove Tree Resort World en Sanya, se anunció la ganadora del reto de Belleza con propósito —en inglés: Beauty With a Purpose—. La ganadora, Shrinkhala Khatiwada de Nepal, junto con las otras cuatro finalistas, avanzaron al Top 30.
- Avanzaron al Top 30.

| Posición            | Candidata |
| ------------------- | --- |
| Ganadora            | - Nepal - Shrinkhala Khatiwada |
| 2.º lugar (empate)  | - Indonesia - Alya Nurshabrina - Nueva Zelanda - Jessica Tyson |
| 3.er lugar (empate) | - México - Vanessa Ponce de León - Vietnam - Trân Tiêu Vy |
| Top 12              | - Panamá - Solaris Barba - Chile - Anahí Hormazábal - Jamaica - Kadijah Robinson - Kenia - Finali Galaiya - Líbano - Mira Al-Toufaily - Malasia - Larissa Ping - Trinidad y Tobago - Ysabel Bisnath |
| Top 25              | - Barbados - Ashley Lashley - Birmania - Han Thi - Brasil - Jéssica Carvalho - China - Peirui Mao - Escocia - Linzi McLelland - Guyana - Ambika Ramraj - Islas Cook - Reihana Koteka-Wiki - Italia - Nunzia Amato - Japón - Kanako Date - Mongolia - Erdenebaatar Enkhriimaa - Rusia - Natalya Stroeva - Ruanda - Liliane Iradukunda - Singapur - Vanessa Peh |

### Premio al video promocional de turismo de Sanya
El 3 de diciembre de 2018, se anunció a Finali Galaiya de Kenia como la ganadora del premio al video promocional de turismo de Sanya.
| Posición          | Candidata                         |
| ----------------- | --------------------------------- |
| Ganadora          | - Kenia - Finali Galaiya          |
| Primera finalista | - China - Mao Peirui              |
| Segunda finalista | - Nepal - Shrinkhala Khatiwada    |
| Tercera finalista | - Puerto Rico - Dayanara Martínez |
| Cuarta finalista  | - Inglaterra - Alisha Cowie       |

## El concurso

### Formato
En esta edición, el número de cuartofinalistas se redujo a treinta, desde las cuarenta de la edición anterior. De estas treinta cuartofinalistas, diecinueve fueron ganadoras de los retos, mientras que las once restantes fueron seleccionadas por los jueces.
Las treinta cuartofinalistas desfilaron en la pasarela para presentarse. Posteriormente, se dividieron en sus respectivas regiones continentales, y de cada región se seleccionaron dos o tres candidatas para formar las doce semifinalistas que compitieron en la ronda de entrevistas iniciales.
De estas doce semifinalistas, se seleccionó a una representante de cada una de las cinco regiones continentales para formar las cinco finalistas. Estas cinco finalistas fueron automáticamente nombradas reinas continentales. Finalmente, las cinco finalistas compitieron en la ronda de preguntas y respuestas, y se anunciaron la primera finalista y la nueva Miss Mundo.

### Jurado
El panel de jueces estuvo conformado por las siguientes trece personas:
- Donna Derby, directora de escena y coreógrafa
- Mike Dixon, director musical
- Deborah Lambie, Miss Mundo Nueva Zelanda 2015
- Ninibeth Leal, Miss Mundo 1991 de Venezuela[37]
- David Li, director ejecutivo de New Silk Road
- Andrew Minarik, estilista británico
- Julia Morley, presidenta y directora ejecutiva de la Organización Miss Mundo
- Linda Pétursdóttir, Miss Mundo 1988 de Islandia[38]
- Rolene Strauss, Miss Mundo 2014 de Sudáfrica
- Ksenia Sujínova, Miss Mundo 2008 de Rusia
- Wendy Tuck, marinera australiana
- Arnold Vegafria, director nacional de Miss Mundo Filipinas
- Ji Xiaomei, directora de educación de New Silk Road

## Candidatas
118 candidatas compitieron por el título y son las siguientes:
| País/Territorio           | Candidata                 | Edad | Residencia                   |
| ------------------------- | ------------------------- | ---- | ---------------------------- |
| Albania                   | Nikita Preka              | 22   | Tirana                       |
| Alemania                  | Christine Keller          | 24   | Düsseldorf                   |
| Angola                    | Nelma Ferreira            | 20   | Benguela                     |
| Argentina                 | Victoria Soto             | 25   | Concepción del Uruguay       |
| Armenia                   | Arena Zeynalian           | 25   | Ereván                       |
| Aruba                     | Nurianne Arias            | 24   | Oranjestad                   |
| Australia                 | Taylah Cannon             | 23   | Gold Coast                   |
| Austria                   | Izabela Ion               | 24   | Bregenz                      |
| Bahamas                   | Brinique Gibson           | 22   | Nueva Providencia            |
| Bangladés                 | Jannatul Ferdous Oishee   | 18   | Pirojpur                     |
| Barbados                  | Ashley Lashley            | 19   | Bridgetown                   |
| Bélgica                   | Angeline Flor Pua         | 23   | Amberes                      |
| Belice                    | Jalyssa Arthurs           | 18   | San Ignacio                  |
| Bielorrusia               | Maria Vasilevich          | 21   | Minsk                        |
| Birmania                  | Han Thi                   | 21   | Rangún                       |
| Bolivia                   | Vanessa Vargas            | 22   | Cochabamba                   |
| Bosnia y Herzegovina      | Anđela Paleksić           | 20   | Sarajevo                     |
| Botsuana                  | Moitshepi Elias           | 24   | Gaborone                     |
| Brasil                    | Jéssica Carvalho          | 22   | Parnaíba                     |
| Bulgaria                  | Kalina Miteva             | 19   | Sofía                        |
| Camerún                   | Aimée Caroline Nseke      | 22   | Yaundé                       |
| Canadá                    | Hanna Begovic             | 19   | Vaughan                      |
| Chile                     | Anahí Hormazábal          | 21   | Santiago                     |
| China                     | Mao Peirui                | 26   | Yinchuan                     |
| Chipre                    | Adriánna Fiakká           | 19   | Nicosia                      |
| Colombia                  | Laura Osorio              | 22   | Medellín                     |
| Corea del Sur             | Bo Ah-Cho                 | 25   | Seúl                         |
| Croacia                   | Ivana Mudnić Dujmina      | 18   | Split                        |
| Curazao                   | Nazira Colastica          | 18   | Willemstad                   |
| Dinamarca                 | Tara Jensen               | 18   | Hvidovre                     |
| Ecuador                   | Nicole Ocles              | 21   | Pimampiro                    |
| Egipto                    | Mony Helal                | 26   | El Cairo                     |
| El Salvador               | Metzi Solano              | 27   | Santa Ana                    |
| Escocia                   | Linzi Mclelland           | 24   | East Kilbride                |
| Eslovaquia                | Dominika Grecová          | 20   | Bratislava                   |
| Eslovenia                 | Lara Kalanj               | 18   | Livek                        |
| España                    | Amaia Izar                | 21   | Aoiz                         |
| Estados Unidos            | Marisa Butler             | 24   | Standish                     |
| Etiopía                   | Soliyana Abayneh          | 22   | Adís Abeba                   |
| Filipinas                 | Katarina Rodriguez        | 26   | Dávao                        |
| Finlandia                 | Jenny Lappalainen         | 23   | Helsinki                     |
| Francia                   | Maëva Coucke              | 24   | Ferques                      |
| Gales                     | Bethany Harris            | 20   | Newport                      |
| Georgia                   | Nia Tsivtsivadze          | 24   | Tiflis                       |
| Ghana                     | Nana Ama Benson           | 23   | Acra                         |
| Gibraltar                 | Star Farrugia             | 22   | Gibraltar                    |
| Grecia                    | Maria Lepida              | 20   | Patras                       |
| Guadalupe                 | Morgane Thérésine         | 22   | Le Gosier                    |
| Guam                      | Gianna Sgambelluri        | 18   | Agaña                        |
| Guatemala                 | Elizabeth Gramajo Arreaga | 22   | Ciudad de Guatemala          |
| Guinea-Bisáu              | Ruby Nhamajo              | 23   | Bafatá                       |
| Guinea Ecuatorial         | Silvia Adjomo Ndong       | 20   | Malabo                       |
| Guyana                    | Ambika Ramraj             | 19   | Georgetown                   |
| Haití                     | Stephie Morency           | 26   | Puerto Príncipe              |
| Honduras                  | Dayana Sabillón           | 23   | Siguatepeque                 |
| Hong Kong                 | Heng Wing-Wong            | 25   | Kowloon                      |
| Hungría                   | Andrea Szarvas            | 20   | Békés                        |
| India                     | Anukreethy Vas            | 19   | Tiruchirapali                |
| Indonesia                 | Alya Nurshabrina          | 22   | Bandung                      |
| Inglaterra                | Alisha Cowie              | 19   | Newcastle upon Tyne          |
| Irlanda                   | Aoife O'Sullivan          | 23   | Bandon                       |
| Irlanda del Norte         | Katharine Walker          | 23   | Belfast                      |
| Islandia                  | Erla Ólafsdóttir          | 24   | Kópavogur                    |
| Islas Caimán              | Kelsie Woodman-Bodden     | 22   | George Town                  |
| Islas Cook                | Reihana Koteka-Wiki       | 26   | Rarotonga                    |
| Islas Vírgenes Británicas | Yadali Thomas Santos      | 22   | Tórtola                      |
| Italia                    | Nunzia Amato              | 21   | San Gennaro Vesuviano        |
| Jamaica                   | Kadijah Robinson          | 23   | Parroquia de Saint Elizabeth |
| Japón                     | Kanako Date               | 21   | Tokio                        |
| Kazajistán                | Ekaterina Dvoretskaya     | 20   | Atyrau                       |
| Kenia                     | Finali Galaiya            | 24   | Nairobi                      |
| Laos                      | Kadoumphet Xaiyavong      | 21   | Vientián                     |
| Lesoto                    | Rethabile Thaathaa        | 21   | Maseru                       |
| Letonia                   | Daniela Gods-Romanovska   | 21   | Riga                         |
| Líbano                    | Mira Al-Toufaily          | 26   | Beirut                       |
| Luxemburgo                | Cassandra Lopes Monteiro  | 18   | Luxemburgo                   |
| Madagascar                | Miantsa Randriambelonoro  | 20   | Antananarivo                 |
| Malasia                   | Larissa Ping              | 19   | Kuching                      |
| Malta                     | Maria Ellul               | 24   | La Valeta                    |
| Martinica                 | Larissa Segarel           | 20   | Fort-de-France               |
| Mauricio                  | Murielle Ravina           | 23   | Rodrigues                    |
| México                    | Vanessa Ponce de León     | 26   | Ciudad de México             |
| Moldavia                  | Tamara Zaretskaya         | 21   | Chișinău                     |
| Mongolia                  | Enkhriimaa Erdenebaatar   | 21   | Ulán Bator                   |
| Montenegro                | Natalija Gluščević        | 18   | Podgorica                    |
| Nepal                     | Shrinkhala Khatiwada      | 23   | Katmandú                     |
| Nicaragua                 | Yoselin Gómez             | 23   | Boaco                        |
| Nigeria                   | Anita Ukah                | 23   | Owerri                       |
| Noruega                   | Madelen Michelsen         | 19   | Oslo                         |
| Nueva Zelanda             | Jessica Tyson             | 25   | Whanganui                    |
| Países Bajos              | Leonie Hesselink          | 26   | Ámsterdam                    |
| Panamá                    | Solaris Barba             | 19   | Panamá                       |
| Paraguay                  | Maquenna Gaiarín          | 22   | Encarnación                  |
| Perú                      | Clarisse Uribe            | 22   | Chincha                      |
| Polonia                   | Agata Biernat             | 28   | Zdunska Wola                 |
| Portugal                  | Carla Rodrigues           | 25   | Lisboa                       |
| Puerto Rico               | Dayanara Martínez         | 25   | Canóvanas                    |
| República Checa           | Kateřina Kasanová         | 19   | Praga                        |
| República Dominicana      | Denise Romero             | 24   | Higüey                       |
| Ruanda                    | Liliane Iradukunda        | 19   | Kigali                       |
| Rusia                     | Natalya Stroeva           | 19   | Yakutsk                      |
| Senegal                   | Aïssatou Filly            | 22   | Dakar                        |
| Serbia                    | Ivana Trišić              | 24   | Belgrado                     |
| Sierra Leona              | Sarah Laura Tucker        | 24   | Distrito de Bonthe           |
| Singapur                  | Vanessa Peh               | 23   | Ciudad de Singapur           |
| Sri Lanka                 | Nadia Gyi                 | 18   | Colombo                      |
| Sudáfrica                 | Thulisa Keyi              | 26   | East London                  |
| Sudán del Sur             | Florence Thompson         | 19   | Yuba                         |
| Tailandia                 | Nicolene Limsnukan        | 20   | Bangkok                      |
| Tanzania                  | Queen Elizabeth Makune    | 22   | Dar es Salaam                |
| Trinidad y Tobago         | Ysabel Bisnath            | 26   | Puerto España                |
| Turquía                   | Şevval Şahin              | 19   | Estambul                     |
| Ucrania                   | Leonila Guz               | 19   | Jersón                       |
| Uganda                    | Quiin Abenakyo            | 22   | Distrito de Mayuge           |
| Venezuela                 | Veruska Ljubisavljević    | 27   | Caracas                      |
| Vietnam                   | Trần Tiểu Vy              | 18   | Provincia de Quảng Nam       |
| Zambia                    | Musa Mukuwa               | 20   | Lusaka                       |
| Zimbabue                  | Belinda Potts             | 21   | Masvingo                     |